# أندرو أينسلي كومن
أندرو أينسلي كومن (بالإنجليزية: Andrew Ainslie Common )‏ (و. 1841 – 1903 م) هو عالم فلك من المملكة المتحدة . ولد في نيوكاسل أبون تاين . وكان عضواً في الجمعية الملكية .
توفي عن عمر يناهز 62 عاماً.

## جوائز
حصل على جوائز منها:
- الميدالية الذهبية للجمعية الفلكية الملكية (1884)
- زميل في الجمعية الملكية.